# 전의 (불교)
전의(轉依, 변형, 질적 변형, 질적 전환,
산스크리트어: āśraya-parāvṛtti,
āśraya-parivṛtti,
티베트어: gnas gyur pa,
영어: transformation of the basis,
changing the basis)는 깨달음을 증득하는 방법과 그 방법에 의해 성취되는 상태에 대한 유식유가행파의 교학으로, 유식리(唯識理) 즉 유식의 궁극적인 진리인 유식성(唯識性, vijñapti-mātratva) 즉 진여(眞如, tathatā)와 무분별지(無分別智, nirvikalpa-jñāna)를 성취하는 것을 말한다. 깨달음을 목표로 하는 불교의 한 종파로서는 당연한 말이지만, 《성유식론》 제1권에서는 전의(轉依)의 성취 즉 전식득지(轉識得智)의 성취가 유가유식행파의 목적이라고 말하고 있다.
전의(轉依)의 문자 그대로의 뜻은 '소의[依, basis] 즉 발동근거를 바꾼다[轉]'로, 성도(聖道) 즉 수행을 통해 번뇌에 오염된 8식을 지혜[智]로 변형(transformation)시키는 것 즉 질적 전환시키는 것을 말한다. 전의는 소의이전(所依已轉) 또는 변주(變住)라고도 하는데, 소의이전(所依已轉)은 소의(所依)가 이미 변형되었다는 뜻이고 변주(變住)는 변형이 완료되어 그 상태에 머무르고 있다는 뜻이다.

## 전식득지
전의(轉依) 즉 식(識)이 지(智)로 변형되는 것을 달리 표현하여 전통적인 용어로 전식득지(轉識得智) 또는 전식성지(轉識成智)라고도 한다. 전식득지의 문자 그대로의 뜻은 '식(識)을 바꾸어서 지(智)를 득한다'이다. 전(轉)은 전변(轉變) 또는 능변현(能變現)의 뜻으로 능동적으로 바꾸고 변화시키는 것을 말하고, 득(得)은 심불상응행법 가운데 하나로 획득(獲得)과 성취(成就)를 말한다. 즉, 수행자가 수행이라는 능동적이고 적극적인 실천을 통해 자신의 8식을 지혜로 변형시키는 것을 말한다. 달리 말하면, 자신의 기체(基體, basis) 즉 자신의 존재 기반 자체를 허망한 상태(변계소집성)로부터 진실한 상태(원성실성)로 변형시켜 완전한 깨달음을 성취하는 것을 말한다.
전식득지는 구체적으로는 제8식인 아뢰야식이 대원경지(大圓鏡智)로, 제7식인 말나식이 평등성지(平等性智)로, 제6식인 의식이 묘관찰지(妙觀察智)로, 나머지 전5식이 성소작지(成所作智)로 완전히 변형되는 것을 말한다. 이 가운데 특히 대원경지는 일체종지(一切種智) 즉 우주의 모든 것을 아는 부처의 지혜[佛智] 즉 진여의 무분별지(無分別智)를 말한다. 그리고 평등성지(平等性智)는 모든 것을 알게 됢으로써 자타(自他)가 평등하며 둘이 아니라[不二]는 것을 여실히 아는 지혜로서, 이 지혜에서 발현되는 마음은 평등(平等)과 불이(不二)의 앎에서 조건 없이 일어나는 대자비심(大慈悲心), 즉 무연대비(無緣大悲: 인연이 없어도 자비를 베풀음, 즉 유위법이 아닌 무위법으로서의 자비심), 즉 모든 유정의 성불을 염원하고 실천하는 모든 부처와 여래의 대자비(大慈悲)와 대비원(大悲願)의 마음이다.

## 열반과 보리
불교 일반에서는 대체로 열반(涅槃)과 보리(菩提)와 깨달음[覺]이 같은 뜻으로 사용되지만, 유식유가행파에서는 열반(즉, 해탈)과 보리를 엄격히 구분한다. 이 둘을 통칭하여 다소 느슨히 정의된 용어로 깨달음이라고 하며, 엄격히 완전한 깨달음 즉 구경각의 의미에서의 깨달음이라고 할 때는 유식유가행파의 용어로는 보리(菩提)가 구경각을 뜻한다. 따라서 유식유가행파의 교학에서는 전의(轉依)도 크게 번뇌장 즉 아집을 끊고 열반(즉, 해탈)을 증득할 때의 전의와 소지장 즉 법집을 끊고 보리를 증득할 때의 전의로 나뉘고, 열반(즉, 해탈)과 보리를 통칭하여 2전의과(二轉依果) 또는 2전의묘과(二轉依妙果) 또는 간단히 2전의(二轉依, 영어: two kinds of transformation of the basis)라 한다.
후자의 전의 즉 소지장 즉 법집을 끊고 보리를 증득할 때의 전의가 곧 부처의 상태이며, 진실한 전식득지(轉識得智)의 상태이다.

## 같이 보기
- 열반 · 택멸
- 보리
- 반야 · 근본지 · 무분별지
- 해탈 · 3해탈문
- 삼매 · 삼마지 · 3삼매
- 여래10호
- 교화
- 자리이타
- 6바라밀
- 뢰야3상
- 뢰야3위
- 아뢰야식의 3성
- 4지
- 4번뇌
- 보살 수행계위

## 참고 문헌
- 고려대장경연구소 (K1340 (T.0246)). 《인왕호국반야바라밀다경 해제》. 2013년 4월 12일에 확인. |title=에 외부 링크가 있음 (도움말)
- 곽철환 (2003). 《시공 불교사전》. 시공사 / 네이버 지식백과. |title=에 외부 링크가 있음 (도움말)
- 구마라습 한역, 번역자 미상 (K.19, T.246). 《불설인왕반야바라밀경》. 한글대장경 검색시스템 - 전자불전연구소 / 동국역경원. K.19(5-1021), T.245(8-825). |title=에 외부 링크가 있음 (도움말)
- 운허.  동국역경원 편집, 편집. 《불교 사전》. |title=에 외부 링크가 있음 (도움말)
- 호법 등 지음, 현장 한역, 김묘주 번역 (K.614, T.1585). 《성유식론》. 한글대장경 검색시스템 - 전자불전연구소 / 동국역경원. K.614(17-510), T.1585(31-1). |title=에 외부 링크가 있음 (도움말)
- (영어) DDB. 《Digital Dictionary of Buddhism (電子佛教辭典)》. Edited by A. Charles Muller. |title=에 외부 링크가 있음 (도움말)
- (영어) Sanskrit and Tamil Dictionaries. 《Cologne Digital Sanskrit Dictionaries》. Institute of Indology and Tamil Studies, Cologne University (www.sanskrit-lexicon.uni-koeln.de). |title=, |출판사=에 외부 링크가 있음 (도움말)
- (중국어) 구마라습 한역 (T.245). 《불설인왕반야바라밀경(佛說仁王般若波羅蜜經)》. 대정신수대장경. T8, No. 245, CBETA. |title=에 외부 링크가 있음 (도움말)
- (중국어) 佛門網. 《佛學辭典(불학사전)》. |title=에 외부 링크가 있음 (도움말)
- (중국어) 星雲. 《佛光大辭典(불광대사전)》 3판. |title=에 외부 링크가 있음 (도움말)
- (중국어) 호법 등 지음, 현장 한역 (T.1585). 《성유식론(成唯識論)》. 대정신수대장경. T31, No. 1585, CBETA. |title=에 외부 링크가 있음 (도움말)